# Kotys
Kotys (latină Cotys, greacă Κοτυς) este zeița mamă, în mitologia traco-dacă, fiind o personificare a fertilității.
Cultul zeiței Kotys este atestat de câțiva autori antici, Verigiliu, Horațiu, Strabon și Eschil, aceștia referindu-se la ea atribuindu-i caracteristici specifice unei zeițe a fertilității. Cultul său s-a bucurat de o largă răspândire, nu doar pe teritoriul trac, el fiind atestat de izvoare la Atena și Corint, dar și în Peninsula Italică și Sicilia.
Kotys era adorată cu precădere de către edonieni, un neam tracic care stăpânea, în antichitate, spațiul dintre râurile Nestos (de la sud de Sofia, Bulgaria de astăzi) și Strymon, în regiunea cunoscută pe atunci sub numele de Mygdonia, până în jurul muntelui Pangaeus, regiune aflată în proximitatea Peninsulei Halkidiki, și incluzând regiunea din jurul orașului Salonic, înainte de dezvoltarea regatului macedonean.

## Etimologie
Se crede că numele Kotys ar fi însemnat război, sacrificare,asemănător zeului nordic Hod (în limba nordică veche însemnând război, sacrificare).